# Grenåssjön
Grenåssjön är en sjö i Strömsunds kommun i Jämtland och ingår i Indalsälvens huvudavrinningsområde. Sjön har en area på 2,35 kvadratkilometer och ligger 301,9 meter över havet.

## Delavrinningsområde
Grenåssjön ingår i det delavrinningsområde (705568-148239) som SMHI kallar för Utloppet av Grenåssjön. Medelhöjden är 309 meter över havet och ytan är 24,01 kvadratkilometer. Räknas de 25 avrinningsområdena uppströms in blir den ackumulerade arean 169,11 kvadratkilometer. Ruggan (Älggårdsån) som avvattnar avrinningsområdet har biflödesordning 4, vilket innebär att vattnet flödar genom totalt 4 vattendrag innan det når havet efter 204 kilometer. Avrinningsområdet består mestadels av skog (62 procent) och sankmarker (18 procent). Avrinningsområdet har 3,29 kvadratkilometer vattenytor vilket ger det en sjöprocent på 13,7 procent.